# Список объектов культурного наследия Пятигорска

Памятник Льву Толстому

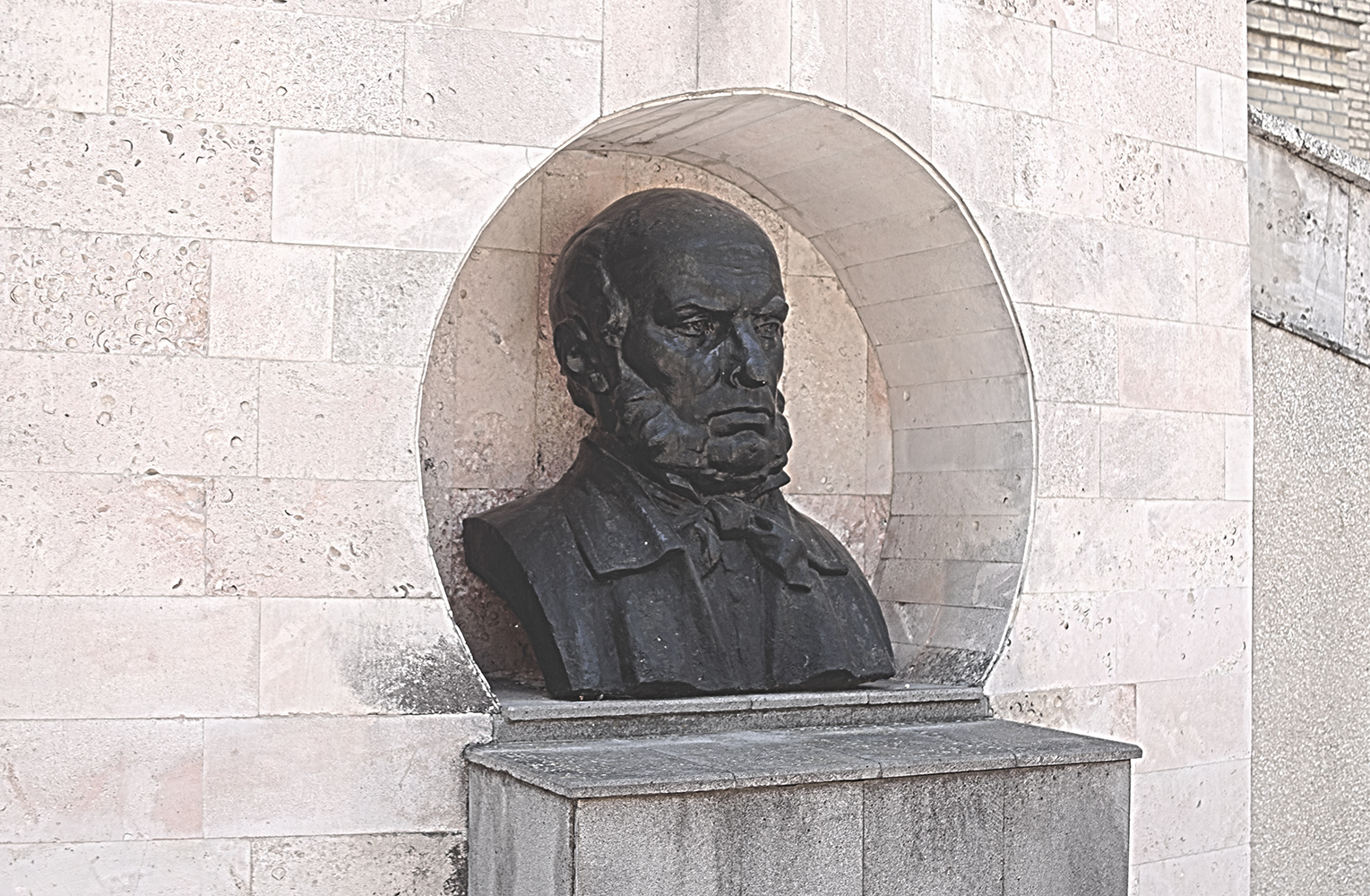
Барельеф Н. И. Пирогова на Пироговских ваннах

## Памятники монументального искусства
- Скульптура «Орёл». 1903, скульптор Шодкий Л. К[1]. Бетонная скульптура в 1970-х была заменена бронзовой.
- Памятник М. Ю. Лермонтову. 1889, архитектор Дорошенко Н. Л., скульптор Опекушин А. М[2]. В апреле 1946 года была открыта каменная лестница к памятнику со стороны Октябрьской улицы по проекту художника-архитектора Г. К. Писаренко[3].
- Место, где в 1841 году состоялась дуэль поэта Лермонтова М. Ю. Обелиск[4]
- Место первоначального погребения в 1841 году Лермонтова М. Ю. (обелиск)[5]
- Бюст Г. Г. Анджиевского (1936)[6].
- Обелиск на месте казни председателя пятигорского совета Г. Г. Анджиевского[7]
- Памятник-обелиск Ю. А. Гагарину, ул. Октябрьская. Открыт 12 апреля 1968 года по проекту скульптора Е. Н. Рукавишникова[8].  261510205930005
- Памятник А. П. Ермолову (2010)[9]
- Памятник С. М. Кирову[10]. Открыт в феврале 1959 года. Проект скульптора А. С. Кондратьева и архитектора А. В. Сотникова[11]. Ранее, 1 декабря 1940 года, на привокзальной площади установлен памятник С. М. Кирову высотой 9 метров по проекту скульптора С. Д. Меркулова[12].
- Памятник Герою Советского Союза генералу П. М. Козлову (1957)[13].
- Памятник В. И. Ленину. Установлен 12 ноября	1971 года. Архитекторы В. В. Богданов, В. П. Соколов[14][15].
- Портрет В. И. Ленина. Открыт 23 июля 1925 года, художник Шуклин Н. А.[16][17]
- Обелиск на могиле Андрея Васильевича Пастухова[18]. Открыт в августе 1903 года[19].
- Барельеф Н. И. Пирогова на Пироговских ваннах.
- Памятник партизанке Нине Попцовой[20] (1961)[21].
- Памятник А. С. Пушкину. Бронзовый бюст установлен 29 мая 1982 года. Скульптор — Михаил Аникушин[22]
- Памятник Л. Н. Толстому. Скульптор Светлана Авакова

- Памятник К. Л. Хетагурову

Памятник Коста Хетагурову

- Мемориальный комплекс «Огонь вечной славы». Открыт в 21 августа 1972 года по проекту архитекторов И. Ю. Стофорандова и А. И. Широкова[23].  261711055280006
- Аллея Славы в Комсомольском парке

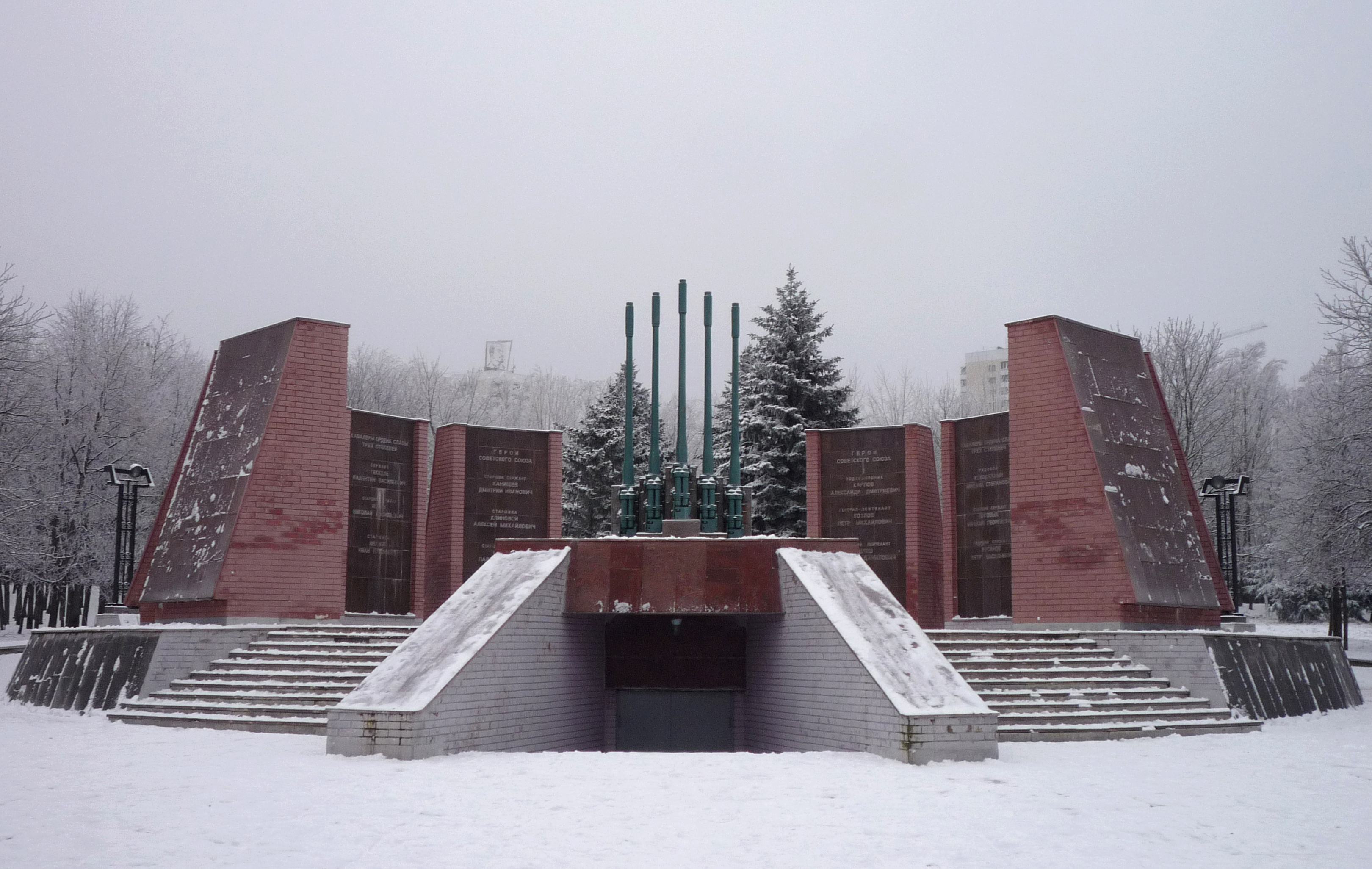
Мемориал героев Великой Отечественной войны

- Мемориал Славы в Комсомольском парке
- Памятник «Мемориальная стена», сооружённый на месте расстрела членов ЦИК Северо-Кавказской республики С. Дунаевского, В. Крайнего, В. Рожанского и А. Рубина[24]
- Обелиск участникам гражданской войны 1918—1920 годов (1968)[25].
- Памятник учащимся школы, погибшим в годы Великой Отечественной войны 1941—1945 годов (1967)[26].
- Памятник воинам-землякам, погибшим в годы Великой Отечественной войны 1941—1945 годов (1967)[27].
- Памятник Комсомольцам 20-х годов (1968).
- Памятник «Комсомолия — родина помнит» (1968)[28].
- Памятник воинам, погибшим в Афганистане и других горячих точках (2012)[29].
- Монумент ликвидаторам аварии на Чернобыльской АЭС.
- Памятник пожарным и спасателям во дворе Северо-Кавказского регионального центра МЧС России. Открыт в июне 2014 года[30].
- Аллея голубых елей и памятный знак в честь 20-летия победы в Великой Отечественной войне (1965). Со стороны перекрёстка ул. 40 лет Октября и пр. Кирова установлен памятный знак с надписью. В 2010-х утрачена первая ель.
- Скульптура Остапа Бендера.
- Скульптура Кисы Воробьянинова.
- Скульптура Матери-казачке. Открыта в 2015 году в Центральной питьевой галерее Пятигорска[31].
- Монумент жертвам Гражданской войны. Установлен в 2018 году вблизи Лазаревского храма[32].
- Памятник Сергею Михалкову. Бронзовая скульптура, полностью идентичная памятнику, который установлен в Москве на улице Поварской, открыта на бульваре Гагарина в 2020 году[33].
- Памятник адмиралу Герману Угрюмову — защитнику Пятигорска от чеченских сепаратистов. Открыт 10 октября 2020 года[34].

## Памятники истории
- Пятигорский некрополь
- Воинское мемориальное кладбище (Братское кладбище советских воинов). 1942—1945 (1972)[35]. В 1975 году на кладбище открыт мемориал в связи с 30-летием победы советского народа над немецко-фашистскими захватчиками[36].
- Братское кладбище советских воинов, погибших в борьбе с фашистами. 1942—1943 (1952)[37].
- Братская могила борцов за Советскую власть на Коммунарском кладбище.
- Братская могила жертв фашистского террора[38].
- Братская могила 175 красноармейцев, установлен обелиск (1919—1920, 1967)[39].
- Братская могила бойцов и командиров красной армии, погибших в годы гражданской войны[40].
- Братская могила воинам Советской Армии, павших в боях при освобождении станицы Горячеводской в 1942 году от немецко-фашистских захватчиков[41].
- Братская могила борцов за советскую власть[42].
- Братская могила борцов за советскую власть[43].
- Могила генералов Радко-Дмитриева, Н. В. Рузского[44].
- Могила и склеп Верзилиных и Шан-Гиреев. Некрополь.  261410160340005
- Могила И. Е. Дядьковского, врача. 1784—1841, 1958 года[45].
- Могила Цаликовой — близкого друга осетинского поэта К. Л. Хетагурова[46].
- Могила архитекторов братьев Иоаганна (Джованни) и Иосифа (Джузеппе) Бернардацци[47].
- Могила писателя Э. М. Капиева[48].
- Могила сержанта Золотых, погибшего в борьбе с фашистами. 1942, 1967 года[49].
- Здание, где находилась детская коммуна, которую посетила Н. К. Крупская[50].
- Дом Верзилиных, в котором бывал поэт М. Ю. Лермонтов[51].
- Здание, в котором жил видный партийный деятель С. М. Киров[52].
- Братская могила жертв деникинского террора[53].
- Здание казарм Ахульгинского батальона[54].
- Дом, в котором находился пятигорский совет рабочих, солдатских и казачьих депутатов[55].
- Гостиница «Бристоль» (здание, в котором осенью 1918 года находился ЦИК Северо-Кавказской республики). 1909. Архитектор О. И. Зелинский.  261410180760005

Открыта 14/27 мая 1908 года на месте снесённого дома А. П. Орлова, на 110 номеров (ныне — пр. Кирова, 26, проект предположительно — арх. В. Н. Семёнов). Для защиты от солнца окна на южной стороне располагались в нишах. Каждый номер имел отдельную переднюю, спальню, гостиную, балкон, ванну, телефон, электрическое освещение.
В годы Гражданской войны в отеле поочередно находилась резиденция командования обеих воюющих сторон и госпиталь. Затем в здании открыли госпиталь для иностранцев, в 1932—1935 гг. — санаторий № 6 имени Коминтерна. Восстановили здание после ВОВ в 1950 г. по проекту арх. Ю. Э. Бурмейстера. С 1960 года — гостиница «Машук» и ресторан «Дружба», затем филиал Московского государственного Университета.
С марта 2012 года здание занимает полпредство президента РФ в СКФО.
- Дом Мациевского (дом, в котором в 1919 году находился реввоенсовет XI Северо-Кавказской армии). 1913—1915.  261710978810006,  261410180200005
- Здание, где выступал с докладом видный партийный деятель С. М. Киров (1896, 1918)[57]
- Низшая ремесленная школа. 1902 год. Проспект Кирова, 83. Позднее в ней располагалось трамвайное депо. В апреле 1918 года по инициативе С. М. Кирова на базе трамвайного депо был оборудован патронно-пульный завод[58]. В декабре 1918 года завод эвакуирован из Пятигорска в Кизляр[59].  261410161270005
- Депо (1903—1908)[60].
- Дом, в котором в мае—июле 1841 года жил М. Ю. Лермонтов — государственный музей «Домик Лермонтова» (1-я половина XIX века)[61].
- Здание солдатского госпиталя, где С. М. Киров встретился с И. В. Малыгиным и Г. Г. Анджиевским. Ул. Рубина, 1.  261410161120005,  261610490550005

15/27 мая 1874 года к открытию «курсового сезона» начала действовать новая гостиница «Европа», принадлежавшая баронессе А. Ф. Клюгенау. Впоследствии стала называться «Старо-Европейская». К 1910 году в ней располагалась лечебница врачей-специалистов.
В годы Первой Мировой войны в нём находился солдатский госпиталь № 20. Здесь в 1916—1917 годах лечился легкораненный солдат Григорий Анджиевский. На здании установлена мемориальная доска с надписью: «26 декабря 1916 г. в 12. ч. дня здесь в палате № 7 произошла встреча С. М. Кирова с профессиональными революционерами-большевиками — И. В. Малыгиным, В. А. Пешковым и Г. Г. Анджиевским».
По некоторым данным, в этом здании до войны помещался Пятигорский зоотехнический институт. Во время оккупации здесь обосновался один из немецких штабов и казармы.
После войны в доме помещалась школа рабочей молодежи № 1, а затем средняя школа № 17
Ныне в здании помещается следственный отдел Пятигорского УВД. На первом этаже с ноября 2001 года находится Музей Пятигорской милиции. Среди экспонатов музея представлен китель старшего лейтенанта милиции Алексея Таплинского, возможно послужившего прообразом героя книги Сергея Михалкова «Дядя Стёпа».
- Памятник в честь первой энергосистемы. Открыт 25 января 1985 года. В декабре 1996 года на памятнике была сделана надпись: «Первая в России и мире параллельная работа двух электростанций — Пятигорской тепловой и Центральной Пятигорской ГЭС „Белый Уголь“ была осуществлена профессором Шателеном в марте 1913 года. Принцип параллельной работы электростанций использован в плане ГОЭЛРО и в Единой энергетической системе СССР»[63][64].

## Памятники архитектуры
- Ограда с лестницей (1912)[65].
- Костёл (1840—1850)[66].
- Дом ксендза (1912)[67].

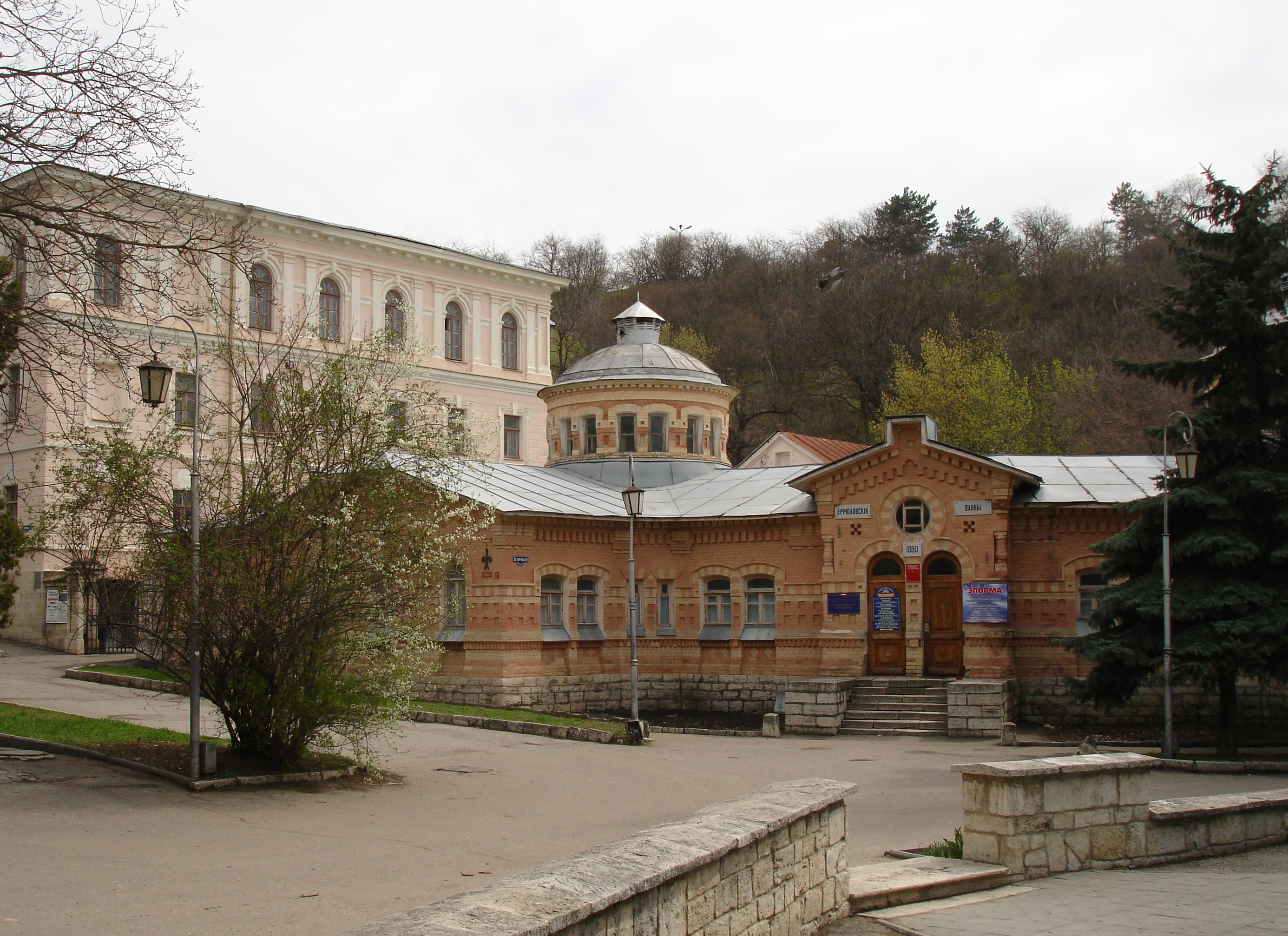
Памятник архитектуры «Ермоловские ванны»

- Ансамбль Преображенского костёла (1842—1844, 1912)[68].
- Особняк Ушакова («Дом Бернардацци»). 1830-е, архитекторы И. Бернардацци, Д. Бернардацци[69].
- Дом архитектора С. И. Уптона (1851, архитектор С. И. Уптон)[70]. Ныне санаторий «Горячий ключ».
- Дом С. И. Уптона (1870-е)[71].
- Улица Провал. (1831—1970-е)[72].
- Государственный музей-заповедник М. Ю. Лермонтова[73].
- Особняк (1910)[74].
- Особняк (1900-е)[75].
- Усадьба пригородная (1910-е)[76].
- Флигель (1910-е)[77].
- Особняк (1910-е)[78].
- Особняк (1910-е)[79].
- Галерея «Михайловская» (1846—1848, 1950-е, архитектор С. И. Уптон)[80].
- Особняк (1910-е)[81].
- Гостиница (1910-е)[82].
- Ресторан «Провал» (1910-е)[83].
- Ванны Пироговские (1914)[84].
- Ванны Пироговские с башней водонапорной (1910—1914)[85].
- Башня водонапорная (1910—1914)[86].
- Особняк (1905—1910-е)[87].
- Особняк (1910-е)[88].
- Портал перед входом в «Провал» (1910-е)[89].
- Дом жилой (1900-е)[90].
- Грот М. Ю. Лермонтова (1830—1831, архитекторы И. и Д. Бернардацци)[91]. Первоначально назывался грот Калипсо[92].
- Беседка «Эолова арфа» (1830—1831, архитектор Д. Бернардацци)[93]. 1831—1836 гг., арх. братья И. и Д. Бернардацци[94].
- Дом Анпиловых (1900)[95].
- Гостиница «Европейская» (1896)[96].
- Больница городская (1900-е)[97].
- Станция сейсмическая (1900-е)[98].
- Особняк (2-я половина XIX века)[99].
- Дом Борисоглебского (1890-е)[100].
- Здание, в котором скрывался С. М. Киров от белогвардейцев в октябре 1918 года (1895)[101].
- Здание гостиницы «Централь» (1889)[102].
- Дом жилой (1880-е)[103].
- Здание музыкального театра (1906)[104].
- Дом для неимущих офицеров (1830-e, 1864)[105].
- Ворота (1830-e, 1864)[106].
- Офицерское отделение лазарета (1830-e, 1864)[107].
- Гостиница (1899)[108].
- Здание Ермоловских ванн (1880)[109].
- Здание лермонтовской галереи (1901). Открыта 28 июля 1901 года[110][111].
- Дом Баумгольца (начало 1900-х)[112].
- Столовая (1903)[113].
- Усадьба городская (1890-е — 1900-е)[114].
- Здание Азово-донского банка (1870-e)[115].
- Усадьба Зипаловой (1890-е)[116].
- Дом Зипаловой (1895)[117].
- Гостиница (1899)[118].
- Контора (1895)[119].
- Дом жилой (1891)[120].
- Гостиница «Новоевропейская» (1890-е)[121].
- Особняк Евдокимовой (1880-е)[122].
- Дом Смирнова С. А. (1860-е)[123].
- Усадьба Зипалова (1880-е — 1890-е)[124].
- Дом жилой (1880-е)[125].
- Здание конторское (1880-е)[126].
- Дом жилой (1880-е)[127].
- Гостиница (1909)[128].
- Гимназия женская (1901—1902)[129].
- Казначейство (1910-е)[130].
- Дом Сикорского (1890-е)[131].
- Дом жилой (1882)[132].
- Грязелечебница (1914)[133].
- Хозяйственный корпус. Котельная (1912—1914)[134].
- Здание лечебницы (ванный корпус). 1914[135].
- Котельная (1914)[136].
- Банный корпус (1912—1914)[137].
- Управа городская (1896)[138].
- Дом Сиферова (1880)[139].
- Усадьба Сиферова (1875—1880-е)[140].
- Особняк (1900-е)[141].
- Здание трамвайного парка, в котором выступали С. М. Киров и Г. К. Орджоникидзе. 1903 год. Проспект Кирова, 85.  261410181560005
- Административное здание (1903)[142].
- Церковь «Всех Скорбящих Радость» (1860-е — 1900-е)[143].  261610423600005
- Фонтан «Деды». 1910 год. Проспект Кирова.  261410160120005
- Елизаветинская (Академическая) галерея (1847—1849, архитектор С. И. Уптон; 1934, архитектор П. П. Еськов)[144].
- Народный дом (театр музкомедии), в котором в 1918 году под руководством С. М. Кирова проходил Терский народный съезд, провозгласивший Советскую власть в Терской области (1914, архитектор А. И. Кузнецов А. И.; 1950-е, архитектор В. П. Герасимов)[145].
- Здание Лермонтовских (Николаевских) ванн (1831, архитекторы Д. Бернардацци, И. Бернардацци)[146].
- Бювет источника № 14 (1934, архитектор А. Н. Клепинин)[147].
- Ванны нижние (1900—1901, архитектор Н. Дмитриев)[148].
- Ограда (1899—1901, архитектор Н. Дмитриев)[149].
- Флигель у нижних ванн (1901, архитектор Н. Дмитриев)[150].
- Ванны верхние (1899—1900, архитектор Н. Дмитриев)[151].
- Комплекс Пушкинских (Верхних)(Ново-Сабанеевских) ванн (1899—1900, архитектор Н. Дмитриев; 1899—19001, архитектор Н. Дмитриев; 1900—1901, архитектор Н. Дмитриев; 1901, архитектор Н. Дмитриев; 1934, архитектор А. Н. Клепинин)[152].
- Ресторация (казённая гостиница). Проспект Кирова, 30. 5/17 июля 1824 года заложено первое капитальное, каменное здание Ресторации. Полностью отстроено в 1828 году по проекту столичного архитектора Иосифа Шарлеманя под наблюдением братьев Бернардацци и с их дополнениями к проекту. Постройка обошлась казне в 27000 рублей[153].  261410181530005
- Флигель (часть комплекса «Ресторации»). 1825 год. Ул. Красноармейская, 6.  261610490510005
- Дом доходный с рестораном (1900-е)[154].
- Здание, где в 1918 году помещался первый Совет депутатов г. Пятигорска, под председательством Анджиевского (1911)[155].
- Усадьба В. И. Чилаева (1-я половина XIX века)[156].
- Дом В. И. Чилаева (дом, в котором часто бывал Лермонтов М. Ю.). 1-я половина XIX века[157].
- Дом жилой (1880-е)[158].
- Дом Сиферовой (1882—1895)[159].
- Дом жилой (1875)[160].
- Грот Дианы (1830, архитекторы Д. Бернардацци, И. Бернардацци)[161].
- Бювет источника № 2 (1934)[162].
- Здание, где в 1917 году помещался Комитет солдатских депутатов, возглавляемый Анджиевским[163].
- Радоновые ванны, 1900 год, ул. Теплосерная, 17.  261410160630005
- Жилой дом, где жил священник Василий Эрастов, отказавшийся отпевать М. Ю. Лермонтова. На доме мемориальная доска «Лев Николаевич Толстой летом 1853 года часто бывал в доме священника Василия Эрастова, арендованном сестрой писателя Марией. Дом в этом дворе не сохранился»[11].
- Ансамбль лютеранской кирхи, 1894 год, ул. Лермонтова, 3.  261620490360005
- Здание Лермонтовских ванн (бывшие Николаевские), 1831 год, просп. Кирова, 21.  261710893860006
- Здание городской художественной школы и центральной детской библиотеки им. С. В. Михалкова. Открыто 15/28 августа 1904 года на пересечении улицы Царской (ныне — проспект Кирова) и Ермоловского проспекта (ныне — проспект Калинина) как здание Городской думы (архитектор — С. И. Гущин). Над зданием думы возвышалась башня — пожарная каланча со смотровой площадкой (рядом на заднем дворе — пожарное депо, разрушена во время ВОВ). В годы советской власти в здании размещались местные органы управления (Терокрместхоз), затем крайком комсомола, городской Дом пионеров, с 1941 по 1979 годы — педагогический институт[56].
- Церковно-приходская школа. Проспект Кирова, 22. Освящена 14/26 сентября 1897 года при Скорбященской церкви. Давала бесплатное общее образование. Проект — городской инженер Я. Г. Лукашев[164].  261610420530005

10 февраля 1898 года здание было принято в эксплуатацию, заведовал школой священник Цаликов Александр Иванович (1852—1911). С 1910 года учебное заведение называлось Соборной школой.
В советское время до ВОВ в перестроенном здании помещалось Управление Пятигорского курорта, после ВОВ — вечерняя школа № 2, затем средняя школа № 5, до 1974 года — общекурортный ингаляторий, с конца 1980-х гг. — центральная курортная библиотека, основанная в 1859 году. Ныне сдаётся в аренду.
- Казенная гостиница Михайлова, первое здание санатория на курортах КМВ. Начало XX века. Проспект Кирова, 25/ул. Бернардацци, 2.  301410040990005

23.05/05.06 1904 года открылась новая казенная круглогодичная гостиница, построенная арендатором А. М. Михайловым на месте дома доктора Ф. П. Конради (Театральная улица).
Проект здания — архитектор И. И. Зелинский. В гостинице на 140 номеров для 500 человек — два парадных входа, лифт, ресторан, концертный зал, 16 торговых магазинов. В нижнем этаже под наблюдением постоянного врача-специалиста работали серные, грязевые, пресные разной температуры ванны, душ, физиотерапевтический и светолечебный кабинеты.
также были построены южный четырёхэтажный флигель (архитектор А. Н. Клепинин) и трёхэтажный флигель во дворе гостиницы.
Пожар в новогоднюю ночь 1918 года разрушил часть здания. В 1925 году здание перестроено.
Ныне в здании — РКЦ «Пятигорск», Пятигорский краеведческий музей, медучилище.

## Памятники археологии
- Могильник с захоронениями в каменных ящиках. VI—V вв. до н. э.[165]
- Курган. II тыс. до н. э.[166]
- Курган. II тыс. до н. э.[167]
- «Больничный курган». III и I тыс. до н. э.[168]
- Рогозинский курган. III—II тыс. до н. э.[169]
- Курган. III—II тыс. до н. э.[170]
- Курган[171]

## Утраченные памятники, скульптуры и элементы садово-паркового искусства

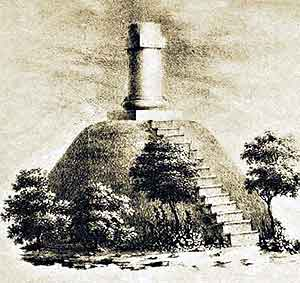
Монумент в память о принце Хозрев-Мирзе

- Монумент в память о восхождении персидского принца Хозрев-Мирзы на гору Машук. Тумба-обелиск установлена на вершине Машука в 1830 году по предписанию генерала Емануеля архитектором Дж. Бернардацци в память о восхождении принца на Машук[58].
- Памятник И. В. Сталину (разрушен после развенчания культа личности)
- Бюст М. Ю. Лермонтова около Академической галереи
- Памятник на Ленинской горке. Первый памятник Ленину был установлен на горке у Лермонтовского сквера в ноябре 1925 года. На пьедестале надпись «Великому вождю В. И. Ленину — трудящиеся Терека»[172]. Разрушен немцами в 1942 году. После войны на этом месте был установлен другой памятник: сидящие на скамье Ленин и Сталин.
- Памятник Ленину и Сталину (стоит) около Академической галереи
- Памятник Ленину у входа в Цветник
- Первый памятник С. М. Кирову. Стоял на Привокзальной площади, однако был снят во время оккупации и увезён в Германию на переплавку.
- Скульптурные композиции у входа в парк «Цветник». В разное время: Ленин, Ленин и Сталин.
- Скульптуры в парке «Цветник»: традиционные для советского времени скульптурные композиции по теме «спорт» («Девушка с веслом» и т. п.)
- Первое скульптурное изображение Орла — утрачено, заменено бронзовым
- Первый гипсовый бюст Г. Г. Анджиевскому, изваянный Л. К. Шодким, был установлен в ноябре 1925 года в сквере, неподалёку от фонтана «Гномы»[172].
- Скульптура «К звёздам». Была установлена после открытия планетария в 1960 году в парке культуры и отдыха им. Кирова. Автор — московский скульптор Григорий Николаевич Постников создал её за полгода до запуска первого искусственного спутника Земли. Скульптура была установлена в сквере Центрального дома Советской Армии, а две авторские копии — в Будённовске и Пятигорске. Демонтирована после закрытия планетария в 1994 году[173].
- Скульптура на центральной клумбе в начале бульвара пр. им. Кирова у лестницы к Академической галерее.
- «Мальчик с рыбой» в парке «Цветник» — утрачен, заменён в советское время.
- Аллея Славы напротив здания средней школы № 1. В мае—июне 2015 года стела в связи с расширением автостоянки торгового центра была перенесена на главную аллею Парка Победы.
- Первый памятник Герою Советского Союза Козлову П. М. (Горячеводская площадь). Утрачен, заменён современным.